# Cash back
Cash back (cashback) – usługa bankowa, dzięki której posiadacz karty płatniczej może pobrać gotówkę podczas dokonywania zakupów w sklepie.
Z usługi cashback można skorzystać wyłącznie po dokonaniu płatności kartą płatniczą za towar (w przypadku płatności gotówkowej nie ma takiej możliwości). Przy zakupie klient zgłasza chęć podjęcia w gotówce dodatkowej kwoty. Kwota wypłacana w ramach tej usługi może być wyższa od kwoty płatności kartą. W Polsce klient może jednorazowo wypłacić do 1000 zł kartami Visa lub MasterCard, a dla zrealizowania wypłaty musi mieć odpowiednią kwotę pieniędzy na rachunku bankowym, do którego została wydana karta. Z usługi cash back mogą korzystać wszyscy posiadacze kart debetowych Visa i MasterCard/Maestro wydanych przez banki, które uruchomiły taką funkcjonalność. O ewentualnym obciążeniu użytkownika karty opłatą za korzystanie z usługi cash back decyduje bank, który wydał klientowi kartę płatniczą. W Polsce podjęcie gotówki w ten sposób jest zwykle wolne od opłaty, jednak warto o tym upewnić się w banku. Każda wypłata w ramach usługi cash back pomniejsza dzienny limit klienta na transakcje gotówkowe kartą płatniczą. Wypłaty gotówki w ramach usługi cashback można dokonywać wielokrotnie w ciągu dnia do wysokości wspomnianego dziennego limitu.
W niektórych krajach europejskich, np. w Wielkiej Brytanii, cash back funkcjonuje od ponad 20 lat. Na polskim rynku usługa ta jest dostępna od 2006 r. Można z niej skorzystać w wybranych punktach usługowo-handlowych, które są wyposażone w terminale płatnicze. Na koniec 2014 r. oferowało ją około 72 tys. krajowych placówek handlowych (m.in. supermarkety, stacje benzynowe, hotele). W 2024 z usługi można było skorzystać w prawie 300 tysiącach punktów. Placówki te są oznaczone logo cash back przy kasie, na drzwiach wejściowych lub na oknach.

## Inne znaczenie
Czasem jako cash back bywa określany zwrot klientowi przez bank części wydatków za transakcje przeprowadzone kartą płatniczą. Jednak poprawna nazwa takiej usługi to moneyback.